# Mont Mitake (Tokyo)
Pour l’article homonyme, voir Mont Mitake (Hyōgo).
Le mont Mitake (御岳山, Mitake-san) est une montagne culminant à 929 m d'altitude dans le parc national de Chichibu Tamakai près de Tokyo au Japon. Au sommet du mont se trouve un sanctuaire shinto appelé Musashi Mitake-jinja.
Cette élévation constitue l'une des nombreuses attractions du parc Chichibu Tamakai qui couvre plus de 1 250 km2 de montagnes boisées, de collines, de gorges et quelques villes rurales dans les préfectures de Yamanashi, Saitama, Nagano et Tokyo.
Un festival s'y déroule tous les 8 mai.

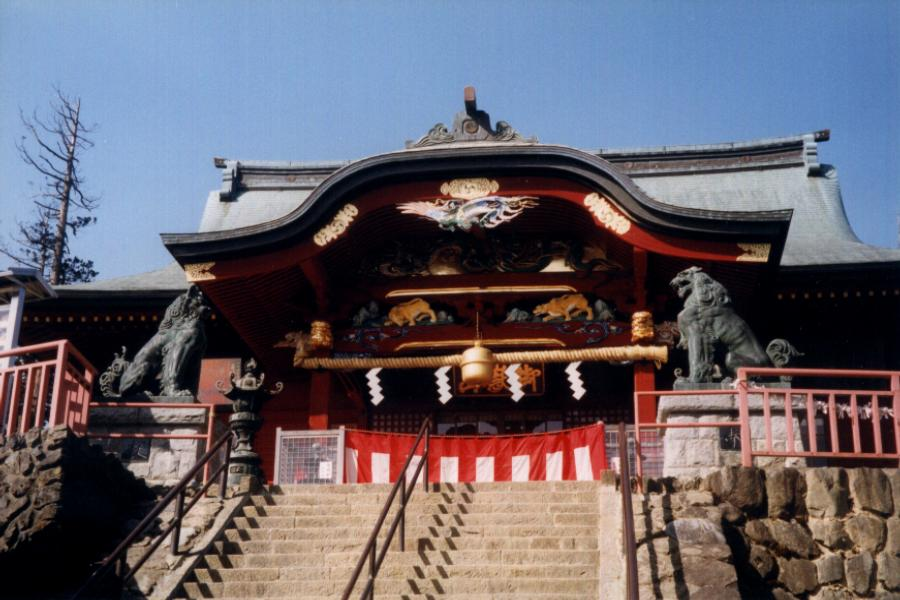
Musashi Mitake-jinja.
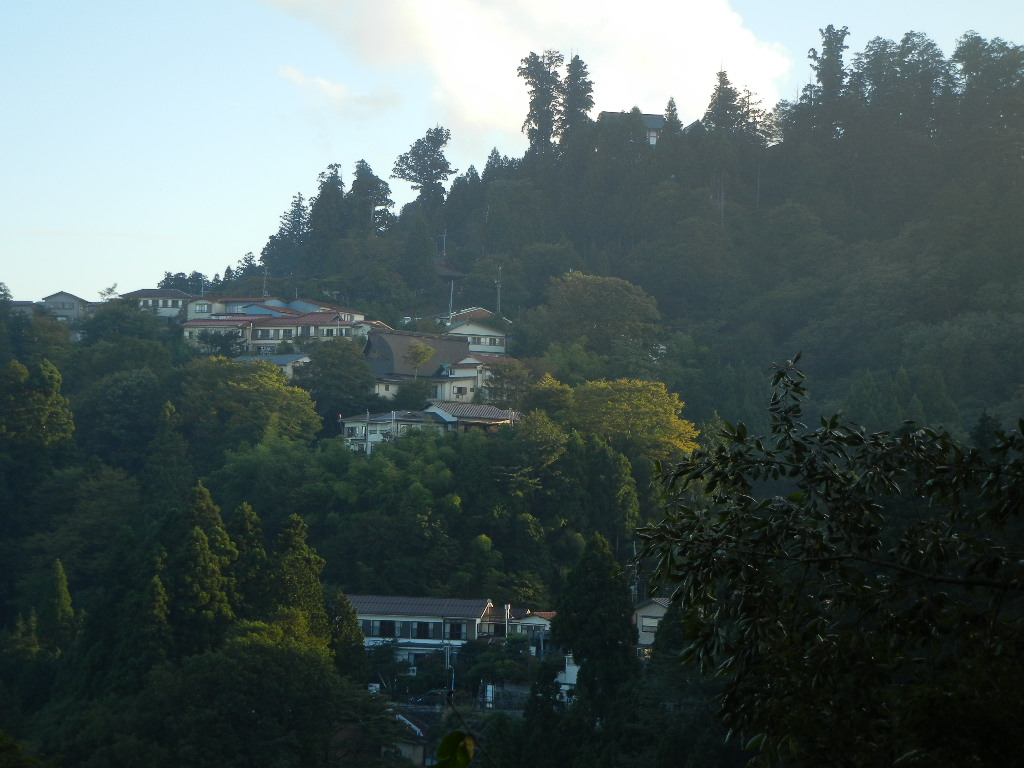
Vue du mont Mitake.
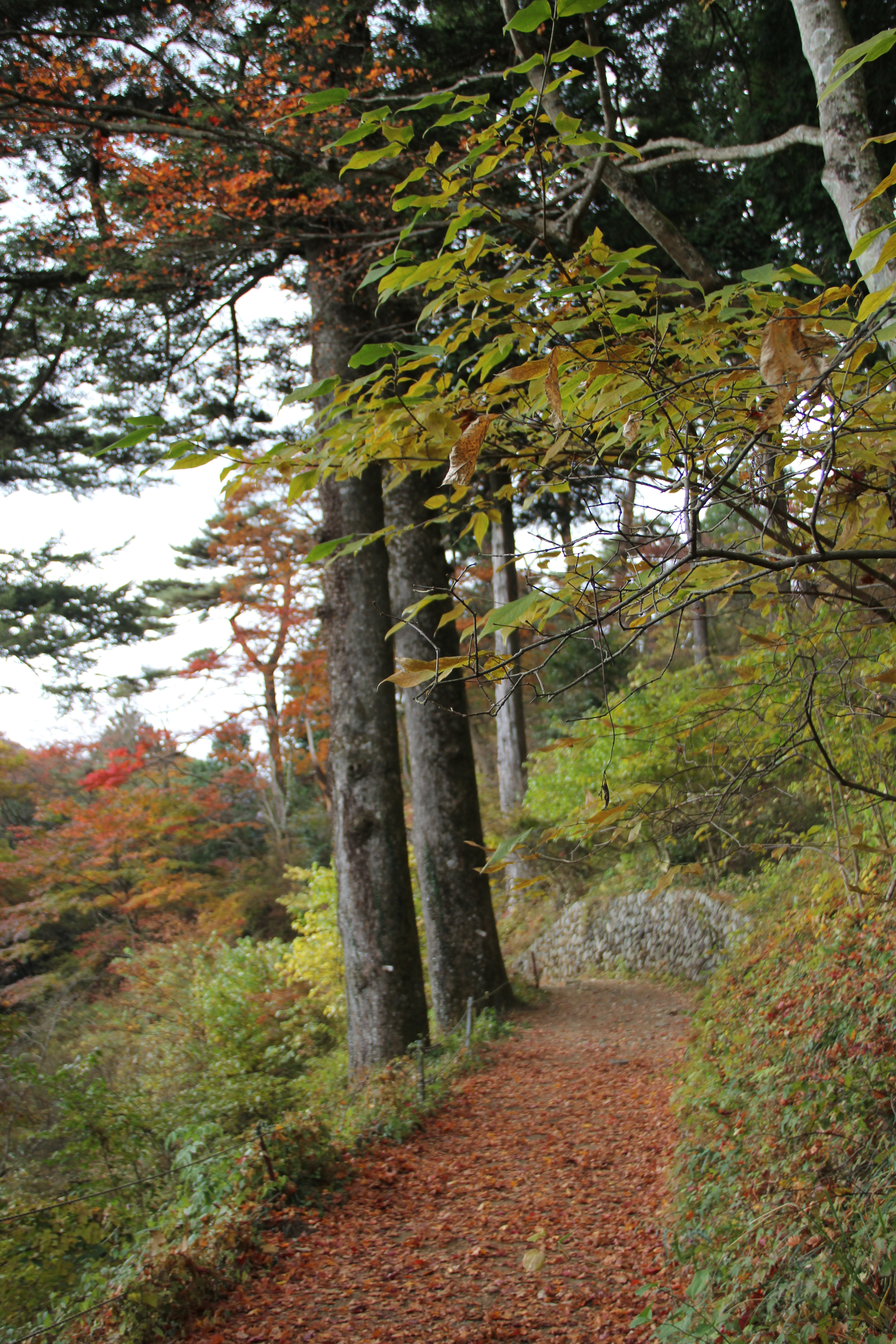
Chemin menant au sommet.
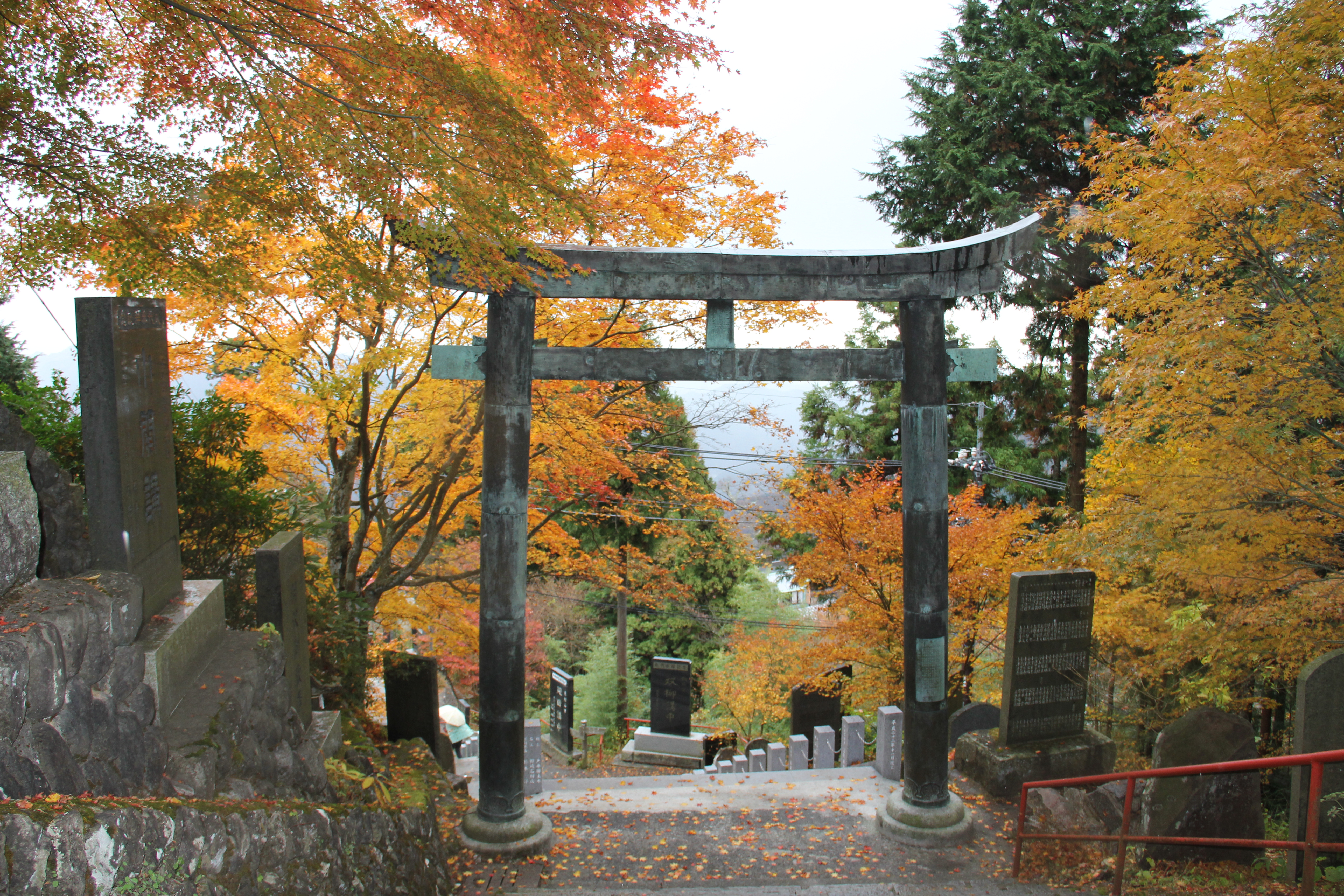
Torii du sanctuaire.